# Lidija Leont'eva
Lidija Michajlovna Antonikovskaja, coniugata Leont'eva (in russo Лидия Михайловна Антониковская-Леонтьева?; Leningrado, 30 luglio 1939 – 1996), è stata una cestista sovietica.

## Carriera
Con l'Unione Sovietica ha disputato i Campionati del mondo del 1964, vincendo la medaglia d'oro, e due edizioni dei Campionati europei (1962, 1964).